# هک کردن ایمیل

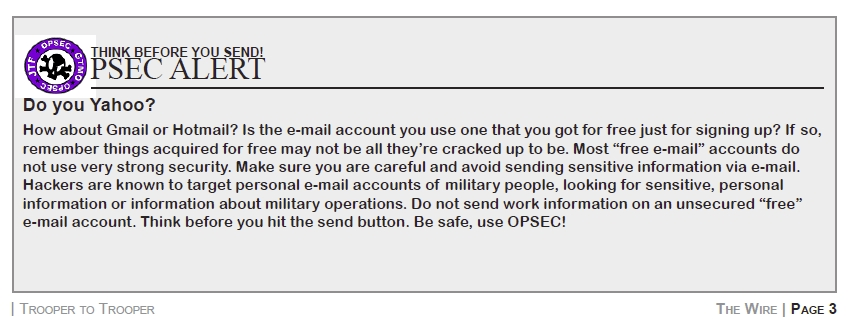
OPSEC به پرسنل نظامی هشدار داد که از حساب‌های ایمیل با امنیت ضعیف استفاده نکنند.

هکِ ایمیل دسترسی یا دستکاری غیرمجاز به یک حساب کاربری یا مکاتبه‌های ایمیلی است.

## بررسی اجمالی
در حال حاضر ایمیل یک روش ارتباطی بسیار پرکاربرد است. اگر یک حساب ایمیل هک شود، هکر می‌تواند اجازه دسترسی به اطلاعات شخصی، حساس یا محرمانه موجود در ایمیل را داشته باشد. و همچنین به آنها اجازه می‌دهد ایمیل‌های ارسال شده و دریافت شده جدید را بخوانند - و به عنوان کاربر اصلی ایمیل ارسال و دریافت کنند. در برخی از پلتفرم‌های ایمیل، ممکن است به آن‌ها اجازه دهد قوانین پردازش خودکار ایمیل را نیز تنظیم کنند. همه اینها می‌تواند برای کاربر قانونی ایمیل بسیار مضر باشد.

## حملات
چندین راه وجود دارد که از طریق آنها یک هکر بتواند به‌طور غیرقانونی به یک حساب ایمیل دسترسی پیدا کند.

### ویروس
یک ویروس یا بدافزار را می‌توان از طریق ایمیل ارسال کرد که در صورت اجرای آن می‌تواند رمز عبور کاربر را برای هکر ارسال کند.

### فیشینگ
فیشینگ شامل ایمیل‌هایی است که در ظاهر از طرف فرستنده‌ای قانونی هستند، اما کلاهبرداری‌هایی هستند که خواستار تأیید اطلاعات شخصی مانند شماره حساب، رمز عبور یا تاریخ تولد می‌باشند. اگر قربانیانِ ناآگاه به این ایمیل‌ها پاسخ دهند، ممکن است حساب‌های سرقت شده، ضرر مالی یا سرقت هویت حاصل شود.

## اقدامات پیشگیرانه
ایمیل در اینترنت توسط قرارداد ساده نامه‌رسانی (SMTP) ارسال می‌شود. در حالی که نامه را می‌توان بین سرورهای ایمیل رمزگذاری کرد، ولی این کار معمولاً اعمال نمی‌شود، اما در عوض از Opportunistic TLS استفاده می‌شود - جایی که سرورهای ایمیل برای هر اتصال ایمیل تصمیم می‌گیرند که آیا ایمیل رمزگذاری بشود یا نه و اگر شد با چه استانداردی رمزگذاری شود. زمانی که مسیر ارسال و دریافت ایمیل بین سرورها رمزگذاری نشده‌است، می‌تواند توسط یک ISP یا آژانس دولتی رهگیری شود و محتویات را می‌توان با نظارت غیرفعال خواند. برای امنیت بیشتر، ادمین‌های ایمیل می‌توانند سرورها را به گونه‌ای پیکربندی کنند که رمزگذاری در سرورها یا دامنه‌های مشخص ضروری باشند.
جعل ایمیل و مسائل مشابهی که فیشینگ را تسهیل می‌کند توسط «پشته (stack)» Sender Policy Framework (SPF), DomainKeys Identified Mail (DKIM) و en:Domain-based Message Authentication, Reporting and ConformanceDomain-based Message Authentication, Reporting and Conformance (DMARC) بررسی می‌شوند. تنظیم همه اینها از نظر فنی چالش‌برانگیز است و برای کاربر نهایی قابل مشاهده نیست، بنابراین پیشرفت پیاده‌سازی کند بوده‌است. یک لایه دیگر، Authenticated Received Chain (ARC) اجازه می‌دهد تا مسیر ارسال و دریافت ایمیل از طریق سرورهای پست میانی مانند لیست‌های پستی یا خدمات ارسال بهتر مدیریت شود - یک ایراد رایج در پیاده‌سازی.
شرکت‌ها معمولاً دارای فایروالهای پیشرفته، نرم‌افزار ضد ویروس و سیستم‌های تشخیص نفوذ (IDS) برای جلوگیری یا تشخیص دسترسی نامناسب به شبکه هستند. آنها همچنین می‌توانند از متخصصان امنیتی بخواهند شرکت را حسابرسی کنند و یک هکر کلاه سفید را برای انجام یک حمله شبیه‌سازی شده یا «تست نفوذپذیری» به منظور یافتن هر گونه شکاف امنیتی استخدام کنند.
اگرچه شرکت‌ها می‌توانند شبکه‌های داخلی خود را ایمن کنند، آسیب‌پذیری‌ها می‌توانند از طریق شبکه خانگی نیز رخ دهند. از ایمیل می‌توان با روش‌هایی مثل ایجاد رمز عبور قوی، رمزنگاری محتوای آن، یا استفاده از امضای دیجیتال محافظت کرد.
اگر گذرواژه‌ها فاش شوند یا به‌طور دیگری برای هکر آشکار شوند، فعال بودن احراز هویت دومرحله‌ای ممکن است از دسترسی غیرقانونی جلوگیری کند.
همچنین خدمات رمزنگاری ایمیل تخصصی مانند Protonmail یا Mailfence وجود دارد.

## موارد هک ایمیل
موارد قابل توجه هک ایمیل عبارتند از:
- آرشیوهای ایمیل از واحد تحقیقات اقلیم برای ایجاد رسوایی که عموماً به عنوان Climategate شناخته می‌شود فاش شد.[۸]
- روزنامه نگاران News of the World حساب‌های ایمیل را برای گزارشات خود هک کردند.[۹]
- روونا دیویس، سیاستمدار بریتانیایی، حساب ایمیل خود را از دست داد و از او باج گرفته شد.[۱۰]
- سارا پیلین، سیاستمدار آمریکایی، برای یافتن مکاتبه‌های شرم آور یا متهم کردن، هک شد.[۱۱]
- به عنوان بخشی از هک شدن Sony Pictures، بیش از ۱۷۰۰۰۰ ایمیل بین مدیران ارشد این کمپانی در ویکی‌لیکس قرار گرفت.[۱۲]
- جورج اچ دبلیو بوش، رئیس‌جمهور سابق ایالات متحده، حساب ایمیلش هک شد.
- ایمیل شخصی مشاور سیاسی جان پودستا هک شد و مطالب بعداً توسط ویکی لیکس منتشر شد.[۱۳][۱۴]